# Il respiro della libertà
Il respiro della libertà (Ein Hauch von Amerika) è una serie televisiva prodotta da Südwestrundfunk e pubblicata nella ARD Mediathek il 24 novembre 2021.

## Trama
Nel 1951, la piccola città di Kaltenstein è nel bel mezzo dell'alba di un nuovo mondo. La presenza militare americana cambia la vita di due donne, che devono  lottare contro le forze conservatrici della politica della chiesa e della società.

## Episodi
| Stagione       | Episodi | Prima TV originale | Prima TV italiana |
| -------------- | ------- | ------------------ | ----------------- |
| Prima stagione | 6       | 24 novembre 2021   |                   |